# قانون العلاقات مع تايوان
قانون العلاقات مع تايوان (أُصدر في 10 أبريل، 1979؛ إتش. آر. 2479) هو قانون صادر عن كونغرس الولايات المتحدة. حدد القانون، منذ الاعتراف بجمهورية الصين الشعبية، العلاقات الأساسية ولكن غير الدبلوماسية بين الشعب الأمريكي والشعب التايواني.

## خلفية
في عام 1978، اعتبرت الصين نفسها في جبهة متحدة مع الولايات المتحدة واليابان وأوروبا الغربية ضد السوفييتيين ولذلك أسست علاقات دبلوماسية مع الولايات المتحدة في عام 1979، ودعمت العمليات الأمريكية في أفغانستان الشيوعية، ووجهت حملة عقابية ضد فيتنام، التي هي خصم أمريكا الرئيسي في جنوب شرق آسيا. في المقابل، ألغت الولايات المتحدة معاهدة الدفاع المشتركة مع جمهورية الصين (آر أو سي) على تايوان.
حركت حكومة جمهورية الصين الشعبية لوبيها الإثني في الولايات المتحدة للضغط على الكونغرس من أجل إقرار سريع لضمان أمني أمريكي للجزيرة. كان بإمكان تايوان مناشدة أعضاء الكونغرس على عدة جبهات – مثل الآراء المعادية للشيوعية في الصين، وتاريخ حربي مشترك مع جمهورية الصين وانتهاكات بكين لحقوق الإنسان وتقليصها للحريات الدينية...إلخ.
طعن السيناتور باري غولدووتر وأعضاء آخرون من الكونغرس الأمريكي في حق الرئيس جيمي كارتر بإبطال معاهدة الدفاع المشترك الصيني الأمريكي من جانب واحد، والتي وقعتها الولايات المتحدة مع جمهورية الصين في ديسمبر 1954 وصادق عليها مجلس الشيوخ الأمريكي في فبراير1955. جادل غولدووتر ومشاركوه بتقديم البيانات في قضية المحكمة العليا لغولدووتر ضد كارتر إن الرئيس كان بحاجة لموافقة مجلس الشيوخ لاتخاذ إجراء الإنهاء هذا، وذلك بموجب المادة الثانية، الفقرة الثانية من دستور الولايات المتحدة، وإنه من خلال عدم حصوله عليها فإن الرئيس كارتر تصرف خارج صلاحيات منصبه.
أُقر القرار من قبل مجلسي الكونغرس الأمريكيين ووقعه الرئيس جيمي كارتر في عام 1979 بعد قطع العلاقات بين الولايات المتحدة وجمهورية الصين بشأن تايوان. رفض الكونغرس المسودة التي اقترحتها وزارة الخارجية واستبدلها بصيغة بقيت سارية المفعول منذ عام 1979. وقعت إدارة كارتر قانون العلاقات مع تايوان بهدف الحفاظ على العلاقات الثقافية والتجارية والعلاقات الأخرى من خلال العلاقات غير الرسمية بصيغة شراكة غير ربحية اندمجت بموجب قوانين قطاع كولومبيا – المعهد الأمريكي في تايوان (إيه آي تي)- وذلك بدون تمثيل حكومي رسمي وبدون علاقات دبلوماسية رسمية. دخل القانون حيز التنفيذ بأثر رجعي ليكون نافذ المفعول اعتبارًا من 1 يناير، 1979.

## الأحكام

### تعريف تايوان
لا يعترف القانون بمصطلح «جمهورية الصين» بعد تاريخ 1 يناير 1979، لكنه يستخدم مصطلح «السلطات الحكومية على تايوان». من الناحية الجغرافية، وفقًا للمضمون المماثل في معاهدة الدفاع السابقة منذ عام 1955، فإنه يعرف مصطلح «تايوان» ليشمل، حسب السياق، جزيرة تايوان (الجزيرة الرئيسية) وبسكادورز.

### العلاقات الدبلوماسيةالفعلية
يجيز القانون العلاقات الدبلوماسية الفعلية مع السلطات الحكومية من خلال منح صلاحيات خاصة للمعهد الأمريكي في تايوان إلى مستوى كونه السفارة الفعلية، ويبين إن أي اتفاقات دولية معقودة بين جمهورية الصين والولايات المتحدة قبل عام 1979 ما تزال سارية المفعول ما لم يتم إنهاؤها. أنهى الرئيس جيمي كارتر أحد الاتفاقات بشكل أحادي بعد توطيد العلاقات مع جمهورية الصين الشعبية وهو معاهدة الدفاع المشترك الصينية الأمريكية.
ينص القانون على خضوع تايوان للقوانين الأمريكية حالها حال «البلدان والدول والولايات والحكومات الأجنبية والكيانات المشابهة لها»، وبالتالي تُعامل تايوان معاملة ولاية أجنبية شبه سيادية. ينص القانون على أنه بالنسبة لمعظم الأهداف العملية للحكومة الأمريكية، فإنه لن يكون لغياب العلاقات الدبلوماسية والاعتراف أي تأثير.